# Djupören, Nykarleby
Djupören är en ö i Finland. Den ligger i Bottenviken och i kommunen Nykarleby i den ekonomiska regionen  Jakobstadsregionen i landskapet Österbotten, i den västra delen av landet. Ön ligger omkring 60 kilometer nordöst om Vasa och omkring 400 kilometer norr om Helsingfors.
Öns area är 12 hektar och dess största längd är 0,6 kilometer i sydöst-nordvästlig riktning.